# Sano Yuya
Yuya Sano (sinh ngày 22 tháng 4 năm 1982) là một cầu thủ bóng đá người Nhật Bản.

## Sự nghiệp câu lạc bộ
Yuya Sano đã từng chơi cho Tokyo Verdy, Shonan Bellmare, V-Varen Nagasaki, Giravanz Kitakyushu, SC Sagamihara và Maruyasu Okazaki.